# Krumau am Kamp
Krumau am Kamp är en ort och kommun  i Österrike. Den ligger i distriktet Krems i förbundslandet Niederösterreich,  80 km nordväst om huvudstaden Wien. 
Kommunen består av åtta orter (Ortschaften) (inom parentes invånarantal 1 januari 2024):

- Eisenberg (86)
- Idolsberg (126)
- Krumau am Kamp (257)
- Krumauer Waldhütten (11)
- Preinreichs (157)
- Thurnberg (12)
- Tiefenbach (83)
- Unterdobrawaldhütten (0)